# Martín de Hinojosa
Martín de Hinojosa, también Martín de Finojosa (Deza, c. 1140 - Sotoca de Tajo, 16 de septiembre de 1213) fue un eclesiástico castellano, abad del monasterio de Santa María de Huerta y obispo de Sigüenza.

## Vida
Fue hijo de Miguel Muñoz de Hinojosa, señor de Hinojosa del Campo y de Deza (Soria) y cortesano de Alonso VII, y de Sancha Gómez, señora de Boñices; el arzobispo Rodrigo Jiménez de Rada era su sobrino. 
Cuando tenía unos 20 años de edad ingresó en el monasterio cisterciense de Cántavos, que en 1162 se trasladó a su emplazamiento actual en Santa María de Huerta. Seis o siete años después fue nombrado abad del cenobio, cargo que dejó en 1191 para ocupar el obispado de Sigüenza; dos años más tarde hizo renuncia de la diócesis para volver al monasterio, donde permaneció durante el resto de su vida.

## Reliquias
Murió en Sotoca en 1213 cuando regresaba de hacer la consagración del recién fundado monasterio de Santa María de Óvila. Su cuerpo fue enterrado en el monasterio de Santa María de Huerta; su cabeza, supuestamente, se encuentra en la catedral de Sigüenza, aunque hay autores que aseguran que la que aquí se halla pertenece al santo Sacerdote de Limoges.
| Predecesor: Martín López de Pisuerga | Obispo de Sigüenza 1191 - 1193 | Sucesor: Rodrigo |